# Copiapoa calderiana
Copiapoa calderiana är en kaktusväxtart som beskrevs av Friedrich Ritter. Copiapoa calderiana ingår i släktet Copiapoa, och familjen kaktusväxter.

## Underarter
Arten delas in i följande underarter:
- C. c. atacamensis
- C. c. calderiana